# Marvaux
Marvaux est une localité de Marvaux-Vieux et une ancienne commune française, située dans le département des Ardennes en région Grand Est.
Elle fusionne, en 1828, avec la commune de Vieux, pour former la commune de Marvaux-Vieux.

## Histoire
Le village et sa communauté villageoise furent nommées Marvaux et Avègres, car jadis la paroisse de Marvaux a compté le village d'Avesgres.
Elle fusionne, en 1828, avec la commune de Vieux, pour former la commune de Marvaux-Vieux. Elle devient le chef-lieu de la commune.

## Administration
| Période                                  | Période | Identité | Étiquette | Qualité |
| ---------------------------------------- | ------- | -------- | --------- | ------- |
|                                          |         |          |           |         |
| Les données manquantes sont à compléter. |         |          |           |         |

## Démographie
| 1793 | 1800 | 1806 | 1821 |
| ---- | ---- | ---- | ---- |
| 201  | 207  | 221  | 207  |

Histogramme

(élaboration graphique par Wikipédia)